# At the Reservoir
At the Reservoir è un EP del cantautore Duncan Sheik, che contiene sei brani eseguiti dal vivo e un cover di Fake Plastic Trees dei Radiohead.

## Tracce
1. The End Of Outside – 5:02
2. In The Absence Of Sun – 5:08
3. Rubbed Out – 5:19
4. Home – 5:41
5. Barely Breathing – 4:50
6. She Runs Away – 3:47
7. Fake Plastic Trees – 5:01